# Eric Barroso
Eric Barroso Sánchez (* 4. října 1990, Las Palmas) je španělský fotbalový obránce, od září 2015 působící v klubu MFK Zemplín Michalovce. Mimo Španělsko působil na klubové úrovni na Slovensku a v Moldavsku.

## Klubová kariéra
Svoji fotbalovou kariéru začal v UD Lanzarote. V roce 2008 zamířil do Chiclana CF. Poté nastupoval za B-tým Realu Betis ze Sevilly. V letech 2011–13 nastupoval za tým CD San Fernando. V roce 2013 přestoupil do slovenského mužstva FC Nitra, které se stalo jeho prvním zahraničním angažmá. Před jarní částí sezony 2013/14 odešel do moldavského FC Tiraspol. V září 2015 se vrátil na Slovensko do Zemplínu Michalovce, tehdejšího nováčka Fortuna ligy 2015/16.